# José Valdiviezo
José Valdiviezo (Machala, El Oro, 22 de febrero de 1989) es un futbolista ecuatoriano, juega de mediocampista y su actual equipo es Fuerza Amarilla Sporting Club de la Serie A de Ecuador.

## Clubes
| Club                  | País    | Año             |
| --------------------- | ------- | --------------- |
| Fuerza Amarilla       | Ecuador | 2008            |
| Audaz Octubrino       | Ecuador | 2009            |
| Deportivo Cuenca      | Ecuador | 2009 - 2011     |
| Río Amarillo          | Ecuador | 2011            |
| Fuerza Amarilla       | Ecuador | 2012            |
| Deportivo Azogues     | Ecuador | 2013            |
| Municipal Cañar       | Ecuador | 2014            |
| Técnico Universitario | Ecuador | 2015 - 2016     |
| Liga de Loja          | Ecuador | 2017            |
| Olmedo                | Ecuador | 2017            |
| Fuerza Amarilla       | Ecuador | 2018 - presente |